# UEFA Women's Champions League 2021-2022 - Fase a eliminazione diretta

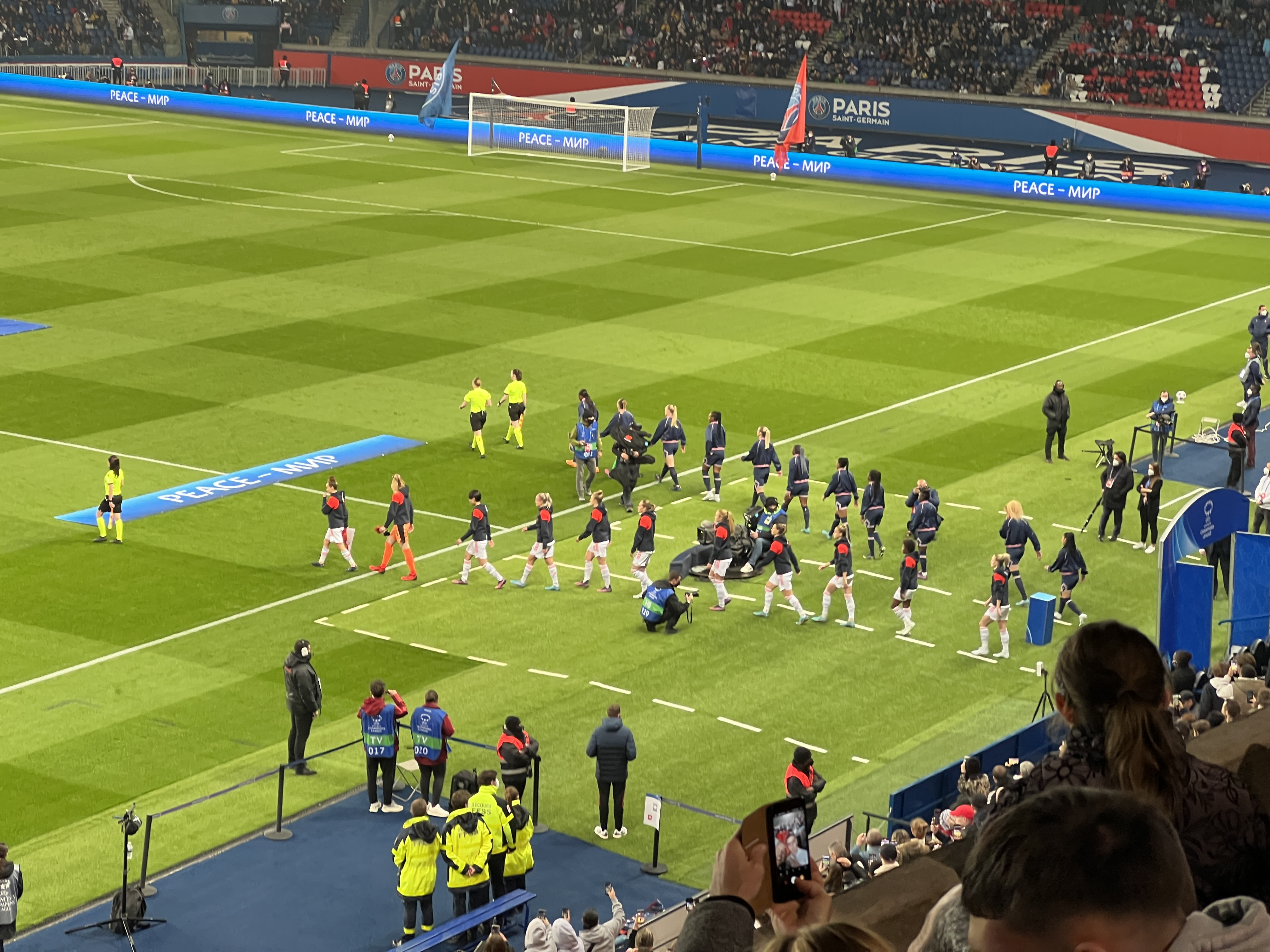
Le squadre di e entrano in campo per la gara di ritorno dei quarti di finale, 30 marzo 2022.

Questa voce raccoglie un approfondimento sulle gare della fase a eliminazione diretta dell'edizione 2021-2022 della UEFA Women's Champions League.

## Formato
Partecipano alla fase a eliminazione diretta le 8 squadre che si sono classificate al primo e al secondo posto nei rispettivi gruppi della fase a gironi della UEFA Women's Champions League.
Ogni turno della fase a eliminazione diretta, eccetto la finale, viene disputato in gara doppia (andata e ritorno), in modo che ogni squadra possa giocare una gara in casa. Si qualifica al turno successivo la squadra che nel computo totale realizza più gol. A differenza della precedente edizione, il 24 giugno 2021, l'UEFA ha approvato l'abolizione della regola dei gol in trasferta; pertanto, se al termine delle partite di andata e ritorno le due squadre hanno segnato in totale lo stesso numero di reti, il vincitore non è deciso da chi ha segnato più reti in trasferta, ma dalla disputa dei tempi supplementari e, in caso di ulteriore parità, tramite la disputa dei tiri di rigore. Nella finale, giocata in gara secca, se al termine dei tempi regolamentari il punteggio è di parità, si procede con la disputa dei tempi supplementari seguiti, eventualmente, dai tiri di rigore.
Il meccanismo del sorteggio per quarti di finale e semifinali prevede che sono "teste di serie" le 4 squadre vincitrici dei gironi di UEFA Women's Champions League, mentre non sono "teste di serie" le 4 seconde di ciascun gruppo. Ogni club della prima fascia ("teste di serie") viene sorteggiato con uno della seconda fascia ("non teste di serie") e, sempre tramite sorteggio, viene definita la squadra che ha il diritto di giocare in casa la gara di ritorno. Possono incontrarsi squadre provenienti dalla stessa federazione o dallo stesso girone di UEFA Champions League.

## Date
| Turno            | Sorteggio                               | Andata                                         | Ritorno                                        |
| ---------------- | --------------------------------------- | ---------------------------------------------- | ---------------------------------------------- |
| Quarti di finale | 20 dicembre 2021, ore 13:00 CEST (Nyon) | 22-23 marzo 2022                               | 30-31 marzo 2022                               |
| Semifinali       | 20 dicembre 2021, ore 13:00 CEST (Nyon) | 22-24 aprile 2022                              | 30 aprile 2022                                 |
| Finale           | 20 dicembre 2021, ore 13:00 CEST (Nyon) | 21 maggio 2022 allo Juventus Stadium di Torino | 21 maggio 2022 allo Juventus Stadium di Torino |

## Squadre partecipanti
Le squadre sono state suddivise nelle due urne, inserendo nell'urna 1 le quattro squadre prime classificate nella fase a gironi, mentre nell'urna 2 le quattro seconde classificate. Il sorteggio per definire la composizione dei gironi si è tenuto il 20 dicembre 2021.
| Legenda                                                 |
| ------------------------------------------------------- |
| Finaliste della UEFA Women's Champions League 2021-2022 |
| Eliminate in semifinale                                 |
| Eliminate ai quarti di finale                           |

| Gruppo | Testa di serie      | Non testa di serie |
| ------ | ------------------- | ------------------ |
| A      | Wolfsburg           | Juventus           |
| B      | Paris Saint-Germain | Real Madrid        |
| C      | Barcellona          | Arsenal            |
| D      | Olympique Lione     | Bayern Monaco      |

## Partite

### Tabellone
|  | Quarti di finale          | Quarti di finale          | Quarti di finale | Quarti di finale | Quarti di finale |  |  | Semifinali          | Semifinali          | Semifinali      | Semifinali      | Semifinali |  |  | Finale     | Finale     | Finale |  |
|  |                           |                           |                  |                  |                  |  |  |                     |                     |                 |                 |            |  |  |            |            |        |  |
|  | Real Madrid               | Real Madrid               | 1                | 2                | 3                |  |  |                     |                     |                 |                 |            |  |  |            |            |        |  |
|  | Barcellona                | Barcellona                | 3                | 5                | 8                |  |  | Barcellona          | Barcellona          | 5               | 0               | 5          |  |  |            |            |        |  |
|  | Arsenal                   | Arsenal                   | 1                | 0                | 1                |  |  | Wolfsburg           | Wolfsburg           | 1               | 2               | 3          |  |  |            |            |        |  |
|  | Wolfsburg                 | Wolfsburg                 | 1                | 2                | 3                |  |  |                     |                     |                 |                 |            |  |  | Barcellona | Barcellona | 1      |  |
|  | Juventus                  | Juventus                  | 2                | 1                | 3                |  |  |                     |                     | Olympique Lione | Olympique Lione | 3          |  |  |            |            |        |  |
|  | Olympique Lione           | Olympique Lione           | 1                | 3                | 4                |  |  | Olympique Lione     | Olympique Lione     | 3               | 2               | 5          |  |  |            |            |        |  |
|  | Bayern Monaco             | Bayern Monaco             | 1                | 2                | 3                |  |  | Paris Saint-Germain | Paris Saint-Germain | 2               | 1               | 3          |  |  |            |            |        |  |
|  | Paris Saint-Germain (dts) | Paris Saint-Germain (dts) | 2                | 2                | 4                |  |  |                     |                     |                 |                 |            |  |  |            |            |        |  |

### Quarti di finale

#### Risultati
| Squadra 1     | Totale | Squadra 2           | Andata | Ritorno     |
| ------------- | ------ | ------------------- | ------ | ----------- |
| Bayern Monaco | 3 - 4  | Paris Saint-Germain | 1 - 2  | 2 - 2 (dts) |
| Juventus      | 3 - 4  | Olympique Lione     | 2 - 1  | 1 - 3       |
| Arsenal       | 1 - 3  | Wolfsburg           | 1 - 1  | 0 - 2       |
| Real Madrid   | 3 - 8  | Barcellona          | 1 - 3  | 2 - 5       |

#### Andata
| Arbitro: | Marta Huerta De Aza |

|          |           |                 |
| Bühl 84’ | Marcatori | 20’, 71’ Katoto |

| Arbitro: | Lina Lehtovaara |

|            |           |                                     |
| Carmona 8’ | Marcatori | 53’ (rig.), 90+4’ Putellas 81’ Pina |

| Arbitro: | Cheryl Foster |

|                            |           |            |
| Girelli 71’ Bonfantini 83’ | Marcatori | 8’ Macario |

| Arbitro: | Jana Adámková |

|                |           |             |
| Wubben-Moy 89’ | Marcatori | 19’ Waßmuth |

#### Ritorno
| Arbitro: | Stéphanie Frappart |

|                                                             |           |                                |
| León 8’ Bonmatí 52’ Pina 55’ Putellas 62’ Graham Hansen 70’ | Marcatori | 16’ (rig.) Carmona 48’ Zornoza |

| Arbitro: | Esther Staubli |

|                             |           |                          |
| Baltimore 17’ Bachmann 112’ | Marcatori | 19’ Kumagai 55’ Schüller |

| Arbitro: | Ivana Projkovska |

|                                |           |  |
| Roord 9’ Williamson 73’ (aut.) | Marcatori |  |

| Arbitro: | Riem Hussein |

|                                      |           |              |
| Hegerberg 33’ Malard 35’ Macario 73’ | Marcatori | 84’ Stašková |

### Semifinali

#### Risultati
| Squadra 1       | Totale | Squadra 2           | Andata | Ritorno |
| --------------- | ------ | ------------------- | ------ | ------- |
| Barcellona      | 5 - 3  | Wolfsburg           | 5 - 1  | 0 - 2   |
| Olympique Lione | 5 - 3  | Paris Saint-Germain | 3 - 2  | 2 - 1   |

#### Andata
| Arbitro: | Sandra Bastos |

|                                                                   |           |           |
| Bonmatí 3’ Graham Hansen 10’ Hermoso 33’ Putellas 38’, 85’ (rig.) | Marcatori | 73’ Roord |

| Arbitro: | Ivana Martinčić |

|                                    |           |                            |
| Renard 23’ (rig.) Macario 34’, 50’ | Marcatori | 6’ Katoto 58’ (rig.) Dudek |

#### Ritorno
| Arbitro: | Cheryl Foster |

|                       |           |  |
| Waßmuth 47’ Roord 59’ | Marcatori |  |

| Arbitro: | Rebecca Welch |

|            |           |                          |
| Katoto 62’ | Marcatori | 14’ Hegerberg 83’ Renard |

### Finale
| Arbitro: | Lina Lehtovaara |

|              |           |                                    |
| Putellas 41’ | Marcatori | 6’ Henry 23’ Hegerberg 33’ Macario |